# Nguyễn Nhiêu Cốc
Nguyễn Nhiêu Cốc (1930–2010) là nhà cách mạng và chính khách Việt Nam, Ủy viên Ban Chấp hành Trung ương Đảng các khóa VI, VII, Bí thư Tỉnh ủy Hòa Bình, Phó Chủ tịch Hội đồng Dân tộc của Quốc hội.
Ông sinh ngày 15 tháng 10 năm 1930, quê quán: Thôn Mom, xã Phú Minh, huyện Kỳ Sơn, tỉnh Hòa Bình.
Ông từng giữ các chức vụ tại tỉnh Hòa Bình và sau đó tại tỉnh Hà Sơn Bình như: Bí thư Đoàn Thanh niên tỉnh Hòa Bình(1970), Chủ nhiệm Ủy ban Kế hoạch tỉnh Hà Tây, Ủy viên Ban Chấp hành Đảng bộ tỉnh Hà Sơn Bình(1977), Ủy viên Thường vụ, Phó Chủ tịch Ủy ban nhân dân tỉnh (1979–1986), Phó Bí thư tỉnh ủy, Chủ tịch Ủy ban nhân dân Tỉnh (1986–1991) 
Năm 1991 khi tái lập tỉnh Hòa Bình, ông giữ chức Bí thư Tỉnh ủy Hòa Bình (1991–1996)
Tại Đại hội Đảng VI, VII ông được bầu làm Ủy viên Ban Chấp hành Trung ương Đảng Cộng sản Việt Nam khóa VI, VII; Phó chủ tịch Hội đồng Dân tộc của Quốc hội khóa VIII, IX (1987–1997) .
Ông từ trần ngày 7 tháng 12 năm 2010. An táng tại nghĩa trang Sông Đà, TP Hòa Bình, tỉnh Hòa Bình .